# Alfred Nobel
Alfred Bernhard Nobel, švedski kemik, inženir in izumitelj, * 21. oktober 1833, Stockholm, Švedska, † 10. december 1896, Sanremo, Italija. 
Nobel je znan predvsem kot izumitelj dinamita, ki je večino svojega premoženja zapustil za ustanovitev priznanj, ki zdaj nosijo njegovo ime. Za časa svojega življenja je izdal 350 patentov in do svoje smrti ustanovil 90 tovarn za oboroževanje kljub svojemu prepričanju v pacifizem – gibanje, ki se bori proti vojni ter spodbuja mir.

## Življenje in kariera
Rodil se je v Stockholmu, kot tretji sin izumitelja in inženirja Immanuela Nobela ter Karoline Nobel. Poročena sta bila od leta 1827 in imela osem otrok. Družina je bila siromašna in zgolj Alfred ter njegovi trije bratje so preživeli otroštvo. Zaradi očeta inženirja sta mladega Nobela že v rani mladosti začela zanimati tehnika in inženirstvo, zlasti eksplozivi.
Zaradi različnih poslovnih neuspehov se je Nobelov oče preselil v Sankt Peterburg leta 1837 in bil uspešen proizvajalec strojev in eksploziva. Izumil je sodobne vezane plošče ter začel delati na programu razvoja morskih min. Družina se je preselila v mesto in bila vedno bolj uspešna, zato so potem tudi lahko Nobela poslali študirati kemijo ter jezike, zlasti angleščino, francoščino, nemščino in ruščino. Leta 1841 je Nobel odšel na edino šolo, ki jo je obiskoval kot otrok: Apologistic Jacobs v Stockholmu.
Kemijo je kasneje študiral pri Nikolaju Zininu in študij leta 1850 nadaljeval v Parizu. Kmalu je odšel v Združene države Amerike, kjer je štiri leta sodeloval z izumiteljem Johnom Ericssonom, Nobel je tukaj vložil tudi svoj prvi patent za merilnik plina.
Družina je medtem proizvajala orožje za oborožitev pri vojnah, vendar so imeli hude finančne težave zato so kmalu vložili predlog za stečaj. Leta 1859 je Nobelov oče zapustil tovarno, začel jo je voditi drugi sin, Ludvig Nobel, ki mu je uspelo izboljšati poslovanje. Alfred Nobel se je medtem s starši vrnil iz Rusije nazaj na Švedsko, kjer se je posvetil študiju eksplozivov. Leta 1863 je izumil detonator.
3. septembra 1864 je v Heleneborgu v Stockholmu prišlo do eksplozije v lopi, kjer so pripravljali nitroglicerin, pri čemer je življenje izgubilo pet ljudi, med njimi tudi Alfredov mlajši brat Emil. Kljub tej in drugim, manjšim nesrečam, je Alfred nadaljeval z odpiranjem proizvodnih obratov, več pozornosti pa je posvetil stabilnosti. Leta 1867 je izumil dinamit, lažjo in varnejšo snov. Dinamit je bil kasneje patentiran v Veliki Britaniji in Združenih državah Amerike, kjer se je njegova uporaba močno razširila v rudarstvu ter gradnji mednarodnih prometnih omrežij. Leta 1875 je izumil gelignit, še močnejši in stabilnejši eksploziv od dinamita.
Kasneje, leta 1884, je bil Nobel izvoljen za člana Kraljeve švedske akademije znanosti, iste institucije, ki je kasneje podelila tudi prve Nobelove nagrade. Leta 1893 je Alfred Nobel prejel častni doktorat Univerze v Uppsali. 
V tem času sta njegova brata Ludvig in Robert izkoriščala naftna polja ob Kaspijskem jezeru in obogatela tudi sama. Alfred je tudi pri njunem podjetju nastopal kot investitor, kar se mu je močno obrestovalo.
Leta 1891 se je po smrti brata Ludviga in matere ter ob koncu dolgoletne ljubezenske zveze preselil v Italijo, kjer je leta 1896 umrl zaradi možganskih krvavitev. Pokopan je na pokopališču Norra begravningsplatsen v Stockholmu.

## Osebno življenje
Nobel je potoval velik del svojega življenja. Čeprav je ostal neporočen, so v njegovem življenju nastopale vsaj tri ljubezni Nobelova prva ljubezen je bila v Rusiji, z dekletom po imenu Aleksandra, ki pa ga je zavrnila.
Leta 1876 je postala grofica Berta Kinshy njegova osebna tajnica, a ga je tudi ta kmalu zapustila zaradi poroke z baronom Von Suttnerjem. Čeprav je bil njen osebni stik z Nobelom kratek sta ostala prijatelja do njegove smrti. V svojih verskih pogledih je bil Nobel ateist.
Kljub pomanjkanju formalne izobrazbe je Nobel znal tekoče govoriti šest jezikov: švedsko, italijansko, rusko, angleško, francosko in nemško. Napisal je tudi nekaj poezije v angleškem jeziku, ki je bila natisnjena malo po njegovi smrti.
Nobel je svojo razstrelivo prvič demonstriral leta 1867 v kamnolomu v Redhillu, Surrey, v Angliji. Kasneje istega leta je prikazal tudi, da je mešanica silikagela varnejša in bolj priročna za uporabo in to mešanico je patentiral leta 1867. Da bi podjetju pomagal izboljšati finančno stanje, je Nobel svoje razstrelivo poimenoval »Nobel's Safety Powder« (dobesedno Nobelova varna mešanica). Nobel je kasneje patentiral še eno vrsto razstreliva, ki je bila močnejša kot navaden dinamit. Gelignit je bil patentiran leta 1876, sledila pa je množica podobnih kombinacij, s spremenjenim dodatkom kalijevega nitrata in različnih drugih snovi. Gelignit je bil bolj stabilen, premičen in priročno oblikovan, uporabljal se je pri rudarstvu, in bil kasneje proglašen za standardno tehnologijo v rudarstvu, kar je Nobelu prineslo velik del njegovega premoženja, čeprav s precejšnimi stroški za njegovo zdravljenje. Nobel je kmalu prišel na idejo in izumil balistit, predhodnik mnogih sodobnih razstreliv, in še vedno uporaben za raketna goriva.

## Nobelova nagrada za mir
Leta 1888 je Nobelov brat Ludvig umrl med obiskom Cannesa, francoski časopis pa je pomotoma objavil Alfredovo osmrtnico. Napisali so tudi, da je on izumitelj dinamita, kar drži, poleg tega pa so osmrtnico naslovili s: »Trgovec s smrtjo je mrtev«, in zapisali da je umrl dr. Alfred Nobel, ki je obogatel z iskanjem načinov, kako čim hitreje ubiti čim več ljudi, kar je storil z izumom dinamita. 
Alfred je bil razočaran nad zapisanim in se začel ukvarjati s tem, kako bi izboljšal svojo javno podobo. 27. novembra 1895 na Švedskem je podpisal oporoko in večino svojega premoženja namenil za vzpostavitev Nobelove nagrade, ki se podeljuje vsako leto, brez razlikovanja glede državljanstva. Nobel je v ta namen zapustil 94 % svojega celotnega premoženja, to je 31.225.000 takratnih švedskih kron, in s tem vzpostavil pet Nobelovih nagrad.
Prve tri nagrade se podeljujejo za naravoslovje (fizika, fiziologija ali medicina, kemija), četrta za književnost in peta ljudem, ki največ prispevajo za mir na svetu.